# Virgen a los 40
The 40-Year-Old Virgin, conocida en español como Virgen a los 40, es una película de comedia romántica del año 2005 escrita por Judd Apatow y coescrita por Steve Carell.
El estreno de Virgen a los 40, junto al de Wedding Crashers, desempeñó un papel significativo en la consolidación de un auge en la producción de películas cómicas de clasificación R y en la proliferación de comedias brománticas durante la década de 2000.

## Sinopsis
Andy Stitzer es un introvertido soltero de 40 años que trabaja como supervisor en la tienda de electrónica Smart Tech. Dejó de intentar tener sexo después de varios intentos fallidos en el pasado y vive solo en un apartamento con una colección de muñecos de acción, cómics y videojuegos. Cuando una conversación en un juego de póquer con sus compañeros de trabajo David, Jay y Cal se centra en hazañas sexuales pasadas, estos finalmente se enteran de que en secreto sigue siendo un virgen. Andy se siente mortificado al descubrir al día siguiente que todos los demás en el trabajo se enteraron del secreto, incluida su jefa Paula, quien se siente atraída por él y luego se ofrece en privado a quitarle la virginidad. Huye de su trabajo humillado hasta que David lo consuela y le recomienda intentar de nuevo tener relaciones sexuales. David, Jay y Cal están decididos a ayudar a Andy a lograrlo. Todos dan diferentes consejos sobre cómo interactuar con las mujeres.
David lo invita a unirse a ellos para un evento de citas rápidas y, sin éxito, intenta volver a conectarse con su exnovia Amy después de encontrarla allí. Jay arrastra a Andy a varios eventos sociales, reserva una cita para depilar su hirsuto pecho e intenta arreglar un encuentro entre él y un travesti, todo lo cual termina con resultados vergonzosos. Cal le aconseja a Andy que simplemente tenga confianza y haga preguntas a las mujeres en lugar de hablar de sí mismo. Practica esto con una dependienta de librería llamada Beth, quien rápidamente se siente intrigada por él. David le da a Andy su colección de pornografía, animándolo a masturbarse.
Andy finalmente consigue una cita con una cliente llamada Trish Piedmont. Al final de su primera cita, casi tienen relaciones sexuales, pero son interrumpidos por su hija adolescente Marla. Trish sugiere que pospongan las relaciones sexuales por un tiempo y Andy acepta con entusiasmo, tras lo cual deciden abstenerse hasta la vigésima fecha. Su relación prospera durante las siguientes semanas. Ella fomenta el sueño de Andy de iniciar un negocio y ayuda a financiarlo vendiendo sus objetos de colección. Después de que Marla discute con Trish por querer un método anticonceptivo, Andy la lleva a una sesión de información grupal en una clínica de salud sexual, donde se burlan de ella por ser virgen. Andy admite su propia virginidad para defenderla, ganándose el respeto de Marla.
Mientras tanto, David sufre un colapso emocional en el trabajo debido a su obsesión con Amy y hace un voto de celibato, lo que lleva a Paula a darle el día libre y poner a Andy como su reemplazo, y luego lo asciende a gerente de piso debido a sus altas ventas. Cuando Cal se queda con el puesto de supervisor, contrata a una mujer llamada Bernadette como su reemplazo, con la esperanza de emparejarla con David para que así pueda olvidar a Amy. Después de que la novia de Jay, Jill, rompe con él debido a su infidelidad, él le concede a Andy que el sexo puede arruinar una relación. Después de una reconciliación con Jill, Jay más tarde invita a Andy y a los demás a un club nocturno para celebrar su embarazo.
Trish intenta iniciar relaciones sexuales con Andy en su vigésima cita y se molesta cuando él se resiste. Los dos discuten y Andy se va para encontrarse con sus amigos en un club nocturno. Se emborracha y se va con Beth a tener sexo en su apartamento. Cal consigue que David y Bernadette se conecten, mientras que Marla convence a Trish de reconciliarse con Andy. En el apartamento de Beth, Andy recupera la sobriedad y decide irse sin tener relaciones sexuales justo cuando llegan sus amigos y lo animan a volver con Trish. Cal tiene sexo con Beth e inician una relación.
Andy regresa a su apartamento y encuentra a Trish esperándolo. Ha encontrado la colección de pornografía de David; Andy intenta explicarlo, pero ella huye alarmada y disgustada, temiendo que Andy sea un psicópata pervertido. Mientras persigue a Trish en su bicicleta, Andy choca con su auto y vuela por el costado de un camión con vallas publicitarias. Ella llega a su lado, y Andy finalmente confiesa que es virgen. Trish se siente aliviada y lo acepta, y los dos profesan su amor el uno por el otro. Finalmente se casan en una ceremonia lujosa con gran asistencia, habiendo generado aproximadamente $ 500,000 de las ventas de sus muñecos de acción para pagarlo, antes de tener relaciones sexuales por primera vez. La película termina con una secuencia musical donde todos los personajes cantan y bailan "Aquarius/Let the Sunshine In".

## Reparto
| Actor                  | Personaje       | Doblaje latinoamericano | Doblaje España  | Comentarios                                         |
| ---------------------- | --------------- | ----------------------- | --------------- | --------------------------------------------------- |
| Steve Carell           | Andy Stitzer    | Salvador Delgado        | Alberto Mieza   | El virgen                                           |
| Catherine Keener       | Trish Piedmont  | Mónica Manjarrez        | Marta Angelat   | La novia de Andy, "abuela sexy"                     |
| Paul Rudd              | David           | Sergio Zaldívar         | José Posada     | Compañero de trabajo                                |
| Romany Malco           | Jay             | José Gilberto Vilchis   | Carlos di Blasi | Compañero de trabajo                                |
| Seth Rogen             | Cal             | Bardo Miranda           | Alfonso Vallés  | Compañero de trabajo                                |
| Elizabeth Banks        | Beth            | Ishtar Sáenz            | María Moscardó  | Empleada de la tienda de libros                     |
| Leslie Mann            | Nicky           | Rebeca Gómez            | Alba Sola       | Ebria con la que Andy sale                          |
| Jane Lynch             | Paula           | Dulce María Romay       | Toni Avilés     | Jefa del trabajo de Andy                            |
| Gerry Bednob           | Mooj            | Ismael Castro           | Emilio Freixas  | Compañero de trabajo                                |
| Shelley Malil          | Haziz           | Carlos Becerril         | Rafael Calvo    | Compañero de trabajo                                |
| Kat Dennings           | Marla Piedmont  | Yedir Silva             | Graciela Molina | Hija de Trish                                       |
| Jordy Masterson        | Mark            |                         |                 | Novio de Kat                                        |
| Chelsea Smith          | Julia Piedmont  |                         |                 | Hija menor de Trish                                 |
| Jonah Hill             | Cliente de eBay | Ricardo Méndez          |                 | Busca comprar unos zapatos extravagantes            |
| Erica Vittina Phillips | Jill            | Liliana Barba           | Lola Oria       | Novia de Jay                                        |
| Marika Dominczyk       | Bernadette      | Adriana Casas           |                 | Contratada por Cal para que David se cite con ella  |
| Kimberly Page          | Carol           | Adriana Casas           |                 | Chica a la que se le sale un seno en la cita rápida |
| Mindy Kaling           | Amy             | Ana Teresa Ávila        |                 | Exnovia de David                                    |
| Mo Collins             | Gina            | Ana Teresa Ávila        |                 | Ex lesbiana que trata de conseguir una cita rápida  |

## Producción
Steve Carell, el protagonista de esta comedia, se basó en uno de los sketchs que realizó cuando trabajaba en la compañía de actuación improvisada Second City, en el que interpretaba a un cuarentón virgen. Steve buscaba a alguien con un sentido del humor similar, hasta que encontró a Judd Apatow, que buscaba una oportunidad para debutar en la dirección de largometrajes. No tardaron mucho en encontrarle a Andy tres compañeros de trabajo: Paul Rudd (The Cider House Rules), Romany Malco (El esmoquin) y Seth Rogen (Freaks and Geeks). El toque femenino lo pone la actriz Catherine Keener (Full Frontal, 8mm).